# Colombe à front gris
Leptotila rufaxilla
Espèce
Statut de conservation UICN

 LC  : Préoccupation mineure
La Colombe à front gris (Leptotila rufaxilla) est une espèce d’oiseaux sud-américains de la famille des Columbidae.

## Habitat
Elle fréquente les lisières des forêts, forêts denses, sous-bois etc. Elle vit au sol et est souvent difficile à voir, mais peut parfois apparaître sur les sentiers en début et en fin de journée.

## Liste des sous-espèces
Selon la classification de référence du Congrès ornithologique international (version 10.2, 2020) :
- Leptotila rufaxilla pallidipectus Chapman, 1915
- Leptotila rufaxilla dubusi Bonaparte, 1855
- Leptotila rufaxilla rufaxilla (Richard & Bernard, 1792) — plateau des Guyanes
- Leptotila rufaxilla hellmayri Chapman, 1915 — péninsule de Paria et Trinidad
- Leptotila rufaxilla bahiae Berlepsch, 1885
- Leptotila rufaxilla reichenbachii Pelzeln, 1870